# Peer-Gynt-Suite
Peer-Gynt-Suite 1 og 2 af Edvard Grieg efter dramaet Peer Gynt af Henrik Ibsen fra 1867 hører til den romantiske musiks kendteste orkesterstykker.
I 1874 bestemte Henrik Ibsen sig for at lave en teaterversion af sit digt Peer Gynt til fremførelse i Christiania. Norges teatertradition på den tid var baseret på operetter og musikspil, og Ibsen anede, at dette stykke behøvede ordentlig musik for at lykkes – og bad Grieg om at komponere den. Da stykket blev sat op 24. februar 1876 i Christiania Theater, blev det en stor succes og spillede mange aftener, indtil en brand ødelagde sæt og kostumer.
For at give musikken liv uafhængig af Ibsens drama komponerede Grieg to suiter til koncertopførelse, og de – op. 46 og op. 55 – indeholder hans mest slagkraftige orkestermusik – og viser en kontanthed og friskhed som ofte var fraværende i Griegs andre værker for det store format.
Den formentlig mest kendte del er «I Dovregubbens hall». Andre kendte temaer er «Solveigs sang» og «Morgenstemning i ørkenen».
Suite No. 1, Op. 46
1. Morgenstemning (Allegretto pastorale)
2. Åses død (Andante doloroso)
3. Anitras Dans (Tempo di Mazurka)
4. I Dovregubbens hall (Alla marcia e molto marcato)

Suite No. 2, Op. 55
1. Bruderovet. Ingrids klage. (Allegro furioso-Andante doloroso)
2. Arabisk Dans (Allegretto vivace)
3. Peer Gynts hjemfart (Stormful aften på havet) (Allegro agitato)
4. Solveigs Sang (Andante-Allegretto tranquillamente)